# Tore Cervin
Tore Cervin (Malmö, 1950. augusztus 2. –) válogatott svéd labdarúgó, csatár.

## Pályafutása

### Klubcsapatban
1972 és 1980 között a Malmö FF labdarúgója volt, ahol három svéd bajnoki címet és öt kupagyőzelmet szerzett. Tagja volt az 1978–79-es idényben BEK-döntős csapatnak. 1981-ban a kanadai Toronto Blizzard, 1982–83-ban a Limhamn, 1984–85-ben a Helsingborgs együttesében szerepelt.

### A válogatottban
1975 és 1979 között négy alkalommal szerepelt a svéd válogatottban és egy gólt szerzett.

## Sikerei, díjai
Malmö FF
- Svéd bajnokság (Allsvenskan)
  - bajnok (3): 1974, 1975, 1977
- Svéd kupa (Svenska Cupen)
  - győztes (5): 1973, 1974, 1975, 1978, 1980
- Bajnokcsapatok Európa-kupája (BEK)
  - döntős: 1978–79
- Interkontinentális kupa
  - döntős: 1979

## Statisztika

### Mérkőzései a svéd válogatottban
| Svédország | Svédország           | Svédország                       | Svédország | Svédország | Svédország | Svédország       | Svédország | Svédország |
| #          | Dátum                | Helyszín                         | Hazai      | Eredmény   | Vendég     | Kiírás           | Gólok      | Esemény    |
| ---------- | -------------------- | -------------------------------- | ---------- | ---------- | ---------- | ---------------- | ---------- | ---------- |
| 1.         | 1975. szeptember 25. | Malmö, Malmö Stadion             | Svédország | 0 – 0      | Dánia      | Északi bajnokság | -          | 67'        |
| 2.         | 1979. május 9.       | Koppenhága, Idrætsparken Stadion | Dánia      | 2 – 2      | Svédország | barátságos       | -          | 72'        |
| 3.         | 1979. június 7.      | Malmö, Malmö Stadion             | Svédország | 3 – 0      | Luxemburg  | Eb-selejtező     | 1          | 29'        |
| 4.         | 1979. június 10.     | Stockholm, Råsunda Stadion       | Svédország | 0 – 0      | Anglia     | barátságos       | -          |            |
|            | Összesen             |                                  |            | 4          | mérkőzés   |                  | 1          | gól        |